# Свидание на одну ночь
«Свидание на одну ночь» (англ. One Night Stand) — фильм британского режиссёра Майка Фиггиса.

## Сюжет
Главный герой, режиссёр рекламных роликов Макс Карлайл (Уэсли Снайпс), прилетает из Лос-Анджелеса в Нью-Йорк решить деловые вопросы и повидаться со своим другом, художником Чарли (Роберт Дауни-младший), у которого диагностирован СПИД. Встреча с дорогим человеком, попавшим в смертельную ситуацию, выбивает Макса из колеи и лишает душевного равновесия. Опоздав в аэропорт, он случайно знакомится с Карен (Настасья Кински) — женщиной-загадкой. Они вместе идут на концерт классической музыки, затем в бар, на них нападают грабители, и Макс героически расправляется с ними. После незабываемой ночи в отеле он возвращается в Калифорнию, к жене Мими (Минг-На) и двоим детям. Через год Карлайл возвращается навестить умирающего Чарли и в больнице вновь встречает Карен, которая оказывается замужем за братом Чарли — Верноном (Кайл Маклахлен). Страсть вспыхивает с новой силой, и на поминках друга любовники удаляются в домик для гостей, где застают его жену и её мужа.

## В ролях
| Актёр                | Роль         |
| -------------------- | ------------ |
| Уэсли Снайпс         | Макс Карлайл |
| Настасья Кински      | Карен        |
| Кайл Маклахлен       | Вернон       |
| Минг-На              | Мими Карлайл |
| Роберт Дауни-младший | Чарли        |
| Гленн Пламмер        | Джордж       |
| Аманда Донохью       | Марго        |
| Томас Хейден Чёрч    | Дон          |

## Награды и номинации
| Год  | Премия             | Номинация                                 | Персона      | Результат |
| ---- | ------------------ | ----------------------------------------- | ------------ | --------- |
| 1998 | «Satellite Awards» | Лучшее музыкальное сопровождение к фильму | Майк Фиггис  | Номинация |
| 1997 | Кубок Вольпи       | Лучший актер                              | Уэсли Снайпс | Победа    |
| 1997 | Золотой лев        |                                           | Майк Фиггис  | Номинация |